# Sallie Ford and the Sound Outside
Sallie Ford and the Sound Outside était un groupe de rock américain originaire de Portland, dans l'Oregon.

## Histoire
Emmené par la chanteuse Sallie Ford, le groupe joue un rock défini par la presse comme rockabilly, et plus généralement rock des années 1950 avec des influences blues, jazz et country hillbilly. Sallie Ford qualifie sa musique comme du rock'n'roll "inspiré de la musique du passé, mais aussi de la musique actuelle".
Le groupe a signé un contrat avec le label Partisan Records avant d'enregistrer son premier album Dirty Radio en mai 2011 et de partir en tournée aux États-Unis et en Europe.
Sallie Ford est la fille du marionnettiste Hobey Ford, et a grandi à Asheville, en Caroline du Nord, où elle étudiait le violon avant de partir s'installer dans l'Oregon. A Portland, elle a travaillé comme serveuse, et a rencontré Tyler Tornfelt, pêcheur de l'Alaska, Ford Tennis, et Jeff Munger. Avec Sallie Ford au chant et à la guitare, Ford Tennis à la batterie, Jeff Munger à la guitare, et Tyler Tornfelt à la contrebasse, leur groupe était né en 2007. Ils commencèrent à jouer dans les clubs de Portland.
La voix de Sallie Ford a été comparée à Ella Fitzgerald, Tom Waits, Billie Holiday, ou encore Bessie Smith. Le groupe a fait des tournées aux États-Unis, y compris des villes comme Seattle et Nashville, et ont fait ensuite des tournées en Europe.
En France, le groupe a acquis une petite notoriété en passant sur la radio France Info en décembre 2011, puis dans l'émission musicale Taratata sur France 2 diffusée le 4 mai 2012.
Les titres les plus marquants dans la mémoire des Français sont probablement Danger et I Swear, pleins d'énergie et de fougue musicale.
Le titre I Swear est régulièrement utilisé en France pour des publicités télé, par exemple pour un spot très diffusé de la société d'assurances GMF.
Leur dernier album Untamed Beast est sorti le 19 février 2013. Cet album sort en Europe avec une pochette non-censurée, contrairement aux États-Unis, ce qui fera dire à Sallie Ford : "Je veux pouvoir chanter à propos de sexe, je me moque d'être censurée. Un peu de sincérité bon sang !".
Le 17 décembre 2013, le groupe a annoncé qu'ils allaient se séparer après quatre derniers spectacles. Ils ont mis fin à leur association par deux concerts à la Fir Lounge Doug à Portland.
En Mars 2014, Sallie Ford a formé un nouveau groupe totalement féminin, composé de Cristina Caro (claviers), Amanda Spring (batterie), et Anita Lee Elliot (basse et guitare). Cette formation enregistre en 2014 l'album Slap Back, commercialisé sous le seul nom de Sallie Ford.

## Discographie
- Not an Animal
- Dirty Radio (2011)
- Untamed Beast (2013)
- Slap Back (2014)
- Soul Sick (2017)